# Wyndham Halswelle
Wyndham Halswelle (ur. 30 maja 1882 w Londynie, zm. 31 marca 1915 w Neuve-Chapelle) – szkocki lekkoatleta, biegacz.

## Życiorys
Wyndham Halswelle pochodził ze szkockiej rodziny, ale urodził się i wychował w Anglii. Jego ojciec, Keeley Halswelle był malarzem. Zajmował się lekkoatletyką podczas nauki w Charterhouse School. W 1901 Halswelle wyjechał do Afryki Południowej, gdzie służył jako żołnierz lekkiej piechoty w wojnie burskiej. W 1904 wrócił do Londynu, zajął się trenowaniem biegów i szybko zaczął odnosić sukcesy.
W 1906 roku był w składzie reprezentacji Wielkiej Brytanii na tzw. Olimpiadę Letnią w Atenach. Halswelle zdobył tam srebrny medal w biegu na dystansie 400 metrów i brązowy na 800 metrów. W odbywających się wkrótce potem lekkoatletycznych mistrzostwach Szkocji jednego tylko dnia wygrał zawody na 100, 220, 440 i 880 jardów. Ponadto w biegu na 300 jardów wynikiem 31,2 s ustanowił rekord świata.
W 1908 roku na Olimpiadzie w Londynie doszło do incydentu w czasie defilady reprezentacji narodowych, gdy Amerykanie odmówili pochylenia sztandaru przed lożą królewską. Wywołany konflikt miał duży wpływ na zaostrzenie rywalizacji amerykańsko-brytyjskiej na Olimpiadzie, szczególnie w czasie finałowego biegu na dystansie 400 metrów.
Halswelle dostał się do finału ustanawiając rekord olimpijski (48,4 s), a w samym finale rywalizował z trzema Amerykanami (Johnem Carpenterem, Williamem Robbinsem i Johnem Taylorem). W wyścigu prowadził Robbins, za nim biegli Halswelle i Carpenter. Na ostatnim odcinku Halswelle podjął próbę wyjścia na prowadzenie i w czasie próby minięcia Carpentera został przez tego ostatniego zablokowany prawym łokciem. Takie zachowanie było wówczas dozwolone w USA, jednak londyńskie igrzyska odbywały się wg przepisów brytyjskich, które zabraniały blokowania rywali. Sędziowie przerwali bieg i zerwali taśmę na linii mety. Zmierzony, pomimo przerwania wyścigu, czas prowadzącego Robbinsa wyniósł 47,8 s.
Przerwanie wyścigu wywołało konflikt dyplomatyczny pomiędzy USA i Wielką Brytanią. Carpenter został zdyskwalifikowany, a wyścig miał być powtórzony po 2 dniach na bieżni z wyznaczonymi torami dla zawodników. Ponieważ w geście solidarności z biegu wycofali się pozostali dwaj Amerykanie, Halswelle przystąpił do finałowego biegu samotnie. Ukończył go z czasem 50,2 s. Jest to jedyny w historii igrzysk olimpijskich wyścig, w którym brała udział jedna osoba. Incydent przyczynił się jednak do zmiany przepisów, wprowadzono wówczas podział bieżni na odrębne tory.
Po powrocie z olimpiady Halswelle wystąpił w pożegnalnych zawodach w Glasgow i zakończył karierę lekkoatletyczną. W 1914 roku w stopniu kapitana trafił razem z Royal Highland Fusiliers na front I wojny światowej we Francji. W marcu 1915 został raniony przez snajpera, ale po opatrzeniu ran kategorycznie zażądał powrotu do swojego oddziału. Kilka dni później znów został trafiony i zginął na miejscu. Oba trafienia były dziełem tego samego strzelca.
W 2003 r. został wpisany do szkockiej sportowej galerii chwały. Royal Highland Fusiliers, corocznie funduje nagrodę im. Wyndhama Halswelle'a dla zwycięzcy mistrzostw Szkocji U-20 w biegu na 400 metrów.
Halswelle jest jedynym Brytyjczykiem, który wywalczył indywidualnie zarówno złoty, jak i srebrny i brązowy medal olimpijski.

## Rekordy życiowe
źródło:
- 100 y – 10,2 s (1907)
- 100 m – 11,1 s (1906)
- 220 y – 23,0 s (1908)
- 440 y – 48,4 s (1908)
- 880 y – 1:59,4 s (1905)